# Neuilly-en-Thelle
Neuilly-en-Thelle ist eine französische Kleinstadt mit 4132 Einwohnern (Stand: 1. Januar 2022) im Département Oise in der Region Hauts-de-France. Sie gehört zum Arrondissement Senlis, zum Kanton Méru und zum Gemeindeverband Thelloise.

## Geografie
Die Stadt Neuilly-en-Thelle liegt im Osten des Vexin français, elf Kilometer westlich von Creil. Umgeben wird Neuilly-en-Thelle von den Nachbargemeinden Ully-Saint-Georges im Norden, Cires-lès-Mello und Ercuis im Nordosten, Crouy-en-Thelle im Osten und Südosten, Morangles im Süden, Fresnoy-en-Thelle im Süden und Südwesten, Puiseux-le-Hauberger im Westen und Südwesten sowie Dieudonné im Westen.

## Bevölkerungsentwicklung
| Jahr                       | 1962 | 1968 | 1975 | 1982 | 1990 | 1999 | 2011 | 2021 |
| -------------------------- | ---- | ---- | ---- | ---- | ---- | ---- | ---- | ---- |
| Einwohner                  | 1882 | 1942 | 1898 | 2397 | 2683 | 3064 | 3082 | 4077 |
| Quellen: Cassini und INSEE |      |      |      |      |      |      |      |      |

## Sehenswürdigkeiten
- Kirche Saint-Denis aus dem 14. Jahrhundert (Monument historique)
- Reste des Schlosses

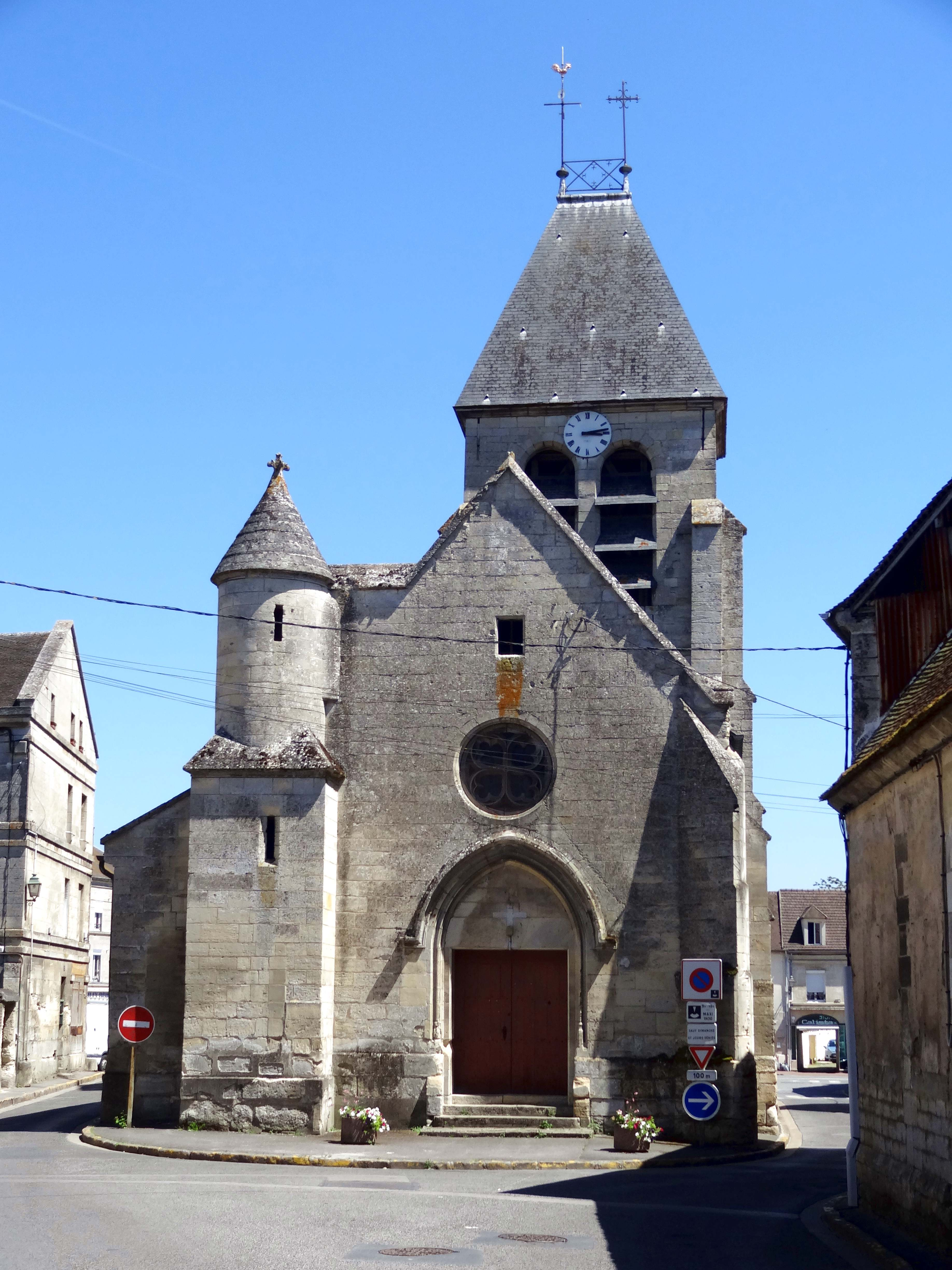
Kirche Saint-Denis
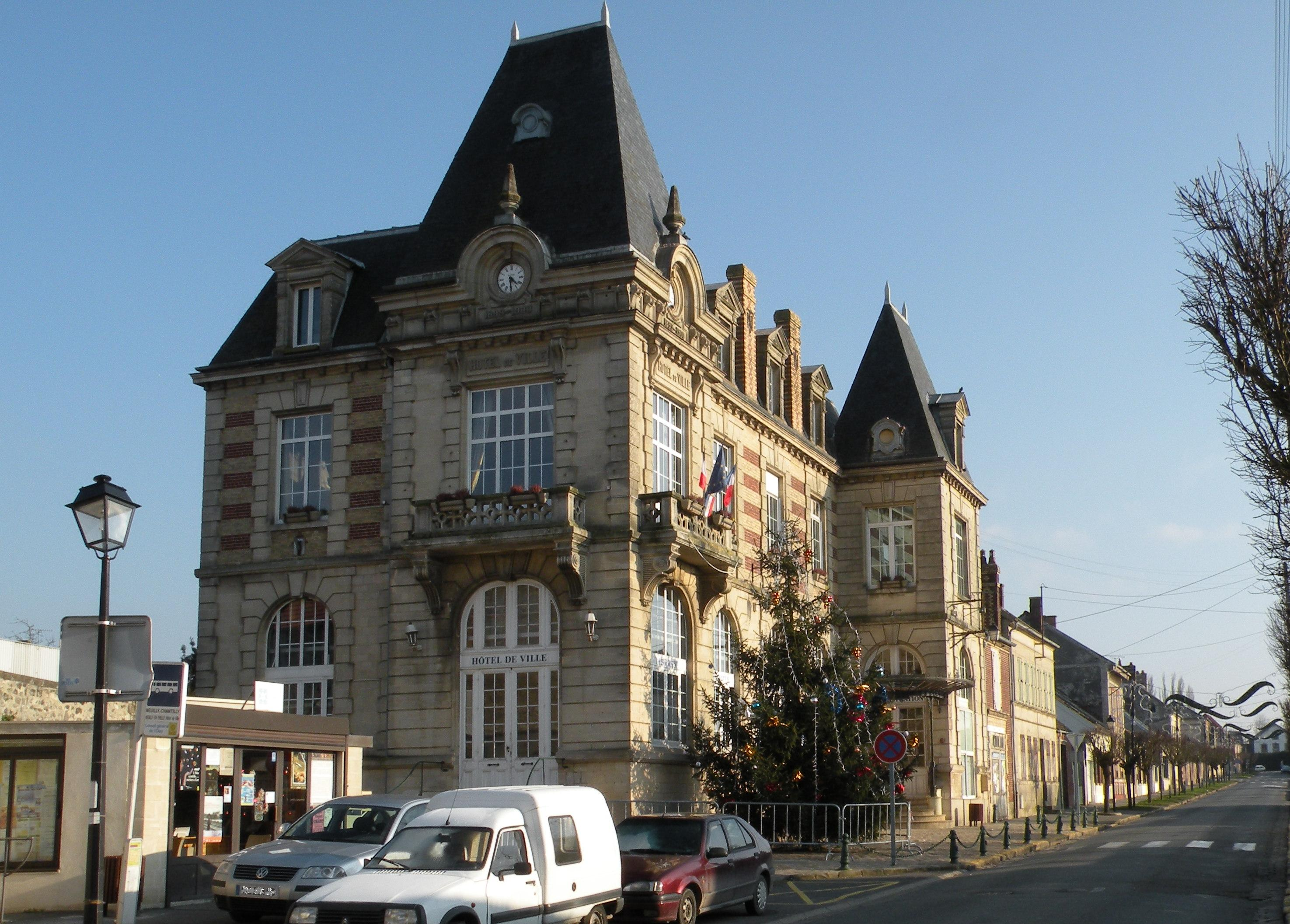
Rathaus (Hôtel de ville)
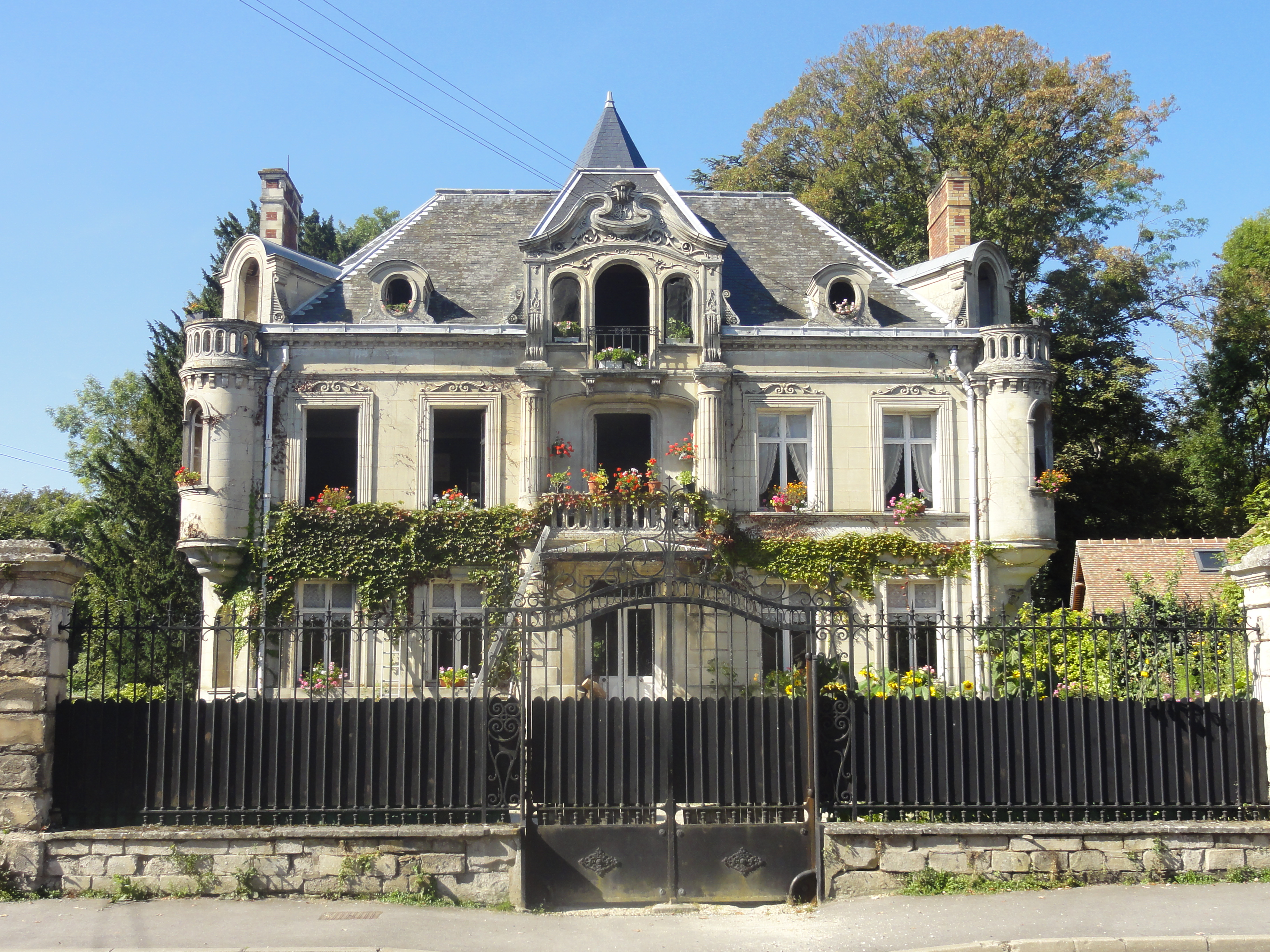
Villa in der Rue de Paris

## Persönlichkeiten
- Denise Scharley (1917–2011), Mezzosopran